# COMPLICATION SHAKEDOWN
「COMPLICATION SHAKEDOWN」（コンプリケイション・シェイクダウン）は、佐野元春の13作目及び14作目のシングル。1984年6月21日にEPIC・ソニー（現：エピックレコードジャパン）から、EPと12インチシングルの2形態で同時発売された。

## 概要
4枚目のアルバム『VISITORS』からのシングル・カット。
前作「TONIGHT」同様、EPレコードと12インチシングルの2形態で発売され、アメリカでもMoto Sano名義で、12インチシングルとして発売された。
歌詞の中に、アメリカで活躍しているディスクジョッキーのジャジー・ジェイが登場している。また、『VISITORS』のライナーノーツにて「COMPLICATION SHAKEDOWN」の意味に対し「物事が複雑化してゆれ動いていること」と記述されている。
邦楽で初めて、ヒップホップとラップを取り入れた作品ともいわれている。なお、同時期にラップを取り入れた楽曲として、吉幾三の「俺ら東京さ行ぐだ」があり、テレビなどのマスメディアでは「COMPLICATION SHAKEDOWN」よりも「俺ら東京さ行ぐだ」がラップの先駆けとして扱われることが多い。

## 収録曲
- 全作詞・作曲・編曲：佐野元春

### COMPLICATION SHAKEDOWN
1. COMPLICATION SHAKEDOWN
2. WILD ON THE STREET

### COMPLICATION SHAKEDOWN (Special Extended Club Mix)
Side-A
1. COMPLICATION SHAKEDOWN (Special Extended Club Mix)

Side-B
1. WILD ON THE STREET (Special Extended Club Mix)

### COMPLICATION SHAKEDOWN (アメリカ盤)
Side-A
1. COMPLICATION SHAKEDOWN

Side-B
1. WILD ON THE STREET
2. COME SHINING